# Полузерье
Полузерье (укр. Полузір'я) — правый приток реки Ворскла, протекающий по Диканьскому, Полтавскому, Решетиловскому и Новосанжарскому районам (Полтавская область). В нижнем течении река называется Полузерка, Резничка и Ворона (приустьевой участок).

## География
Длина — 70 км. Площадь водосборного бассейна — 731 км². Русло реки в нижнем течении (село Назаренки) находится на высоте 74,5 м над уровнем моря, в среднем течении (село Андреевка) — 87,6 м, в верхнем течении (село Зоревка) — 102,4 м.
Река течёт в верхнем течении в юго-западном направлении, затем в южном направлении. Река берёт начало от нескольких ручьев у села Ланы (Диканьский район). Впадает в реку Ворскла в южной части пгт Новые Санжары (Новосанжарский район).
Долина неглубокая. Пойма шириной до 500 м. Русло местами шириной до 2 м. Русло умеренно-извилистое с раздвоением русла и старицами. На реке есть небольшие пруды. Русло реки местами пересыхает в летний период. В пойме реки присутствуют заболоченные участки с тростниковой и луговой растительностью.

## Притоки
Левые: нет крупных, правые: Дедова Балка.

## Населённые пункты
Населённые пункты на реке от истока к устью:
- Полтавский район: Зоревка, Андреевка, Биологическое, Соломаховка, Лаврики, Абазовка, Карпуси, Рожаевка, Косточки, Васьки.

- Решетиловский район: Андреевка, Левенцовка, Браилки, Плоское, Твердохлебы, Чередники.

- Новосанжарский район: Белокони[2], Грекопавловка, Дмитренки, Бридуны, Шпортки, Судовка, Назаренки, Лелюховка, пгт Новые Санжары.